# АПР-3
АПР-3 «Орёл-М» — авиационная противолодочная ракета для применения с самолетных и вертолетных противолодочных комплексов морской авиации ВМФ, представляющая собой модернизацию ракеты АПР-1 «Кондор» и АПР-2 «Ястреб».

## История разработки
Разработка авиационной противолодочной ракеты АПР-3 была начата в 1969 году, одновременно с разработкой проекта АПР-2. Главное отличие АПР-3 от АПР-2 заключалось в использовании не твердотопливного ракетного двигателя, а турбоводомётного, создававшегося в КБ «Сатурн» под руководством А. М. Люльки.
АПР-3 предназначалась для уничтожения надводных кораблей и всех видов подводных лодок, идущих со скоростью до 40 узлов в надводном и подводном положении (на глубине до 800 м). Глубина применения проектировалась в диапазоне от 60 до 150 м, также предусматривалась возможность применения в условиях волнения до 6 баллов.
Координирующую роль в конструкторских работах выполнял Научно-исследовательский институт прикладной гидромеханики (НИИПГМ). Главный конструктор — М. Лисичко. Разработка проекта растянулась на 20 лет и была завершена в 1990 году, ракета получила наименование уже «Орёл-М».
В 1991 году АПР-3 «Орёл-М» была принята на вооружение.

## Конструкция
Торпеда АПР-3 состоит из следующих отсеков:
- носового приборного, в котором размещена акустическая головка и автоматика самонаведения;
- боевой части с зарядом ВВ и предохранительно-исполнительным механизмом;
- центрального приборного;
- двигательной установки;
- кормового приборного с рулевыми приводами;
- торможения с парашютной системой.[2]

АПР-3 оснащена инерциальной системой управления, в основе которой лежат трехстепенный гироскопический датчик и гидроакустическая система самонаведения разработки НИИПГМ. Система самонаведения использует комбинацию корреляционно-фазового метода обработки данных с методами согласованной фильтрации и амплитудной селекции, что позволяет преодолевать средства гидроакустического противодействия противника.
Система самонаведения реагирует на следующих дистанциях: 1800—2000 м в режиме поиска и 800—1200 м в режиме атаки. Точность пеленгации составляет 1,5 — 2 градуса.
Взрывателей два — акустический безконтактный и инерциальный контактный.
Двигатель — двухрежимный, твердотопливный, с гидрореагирующим топливом, турбоводометный реактивный.
Вероятность поражения цели — 0,92 (0,8-0,85) (при среднеквадратичной ошибке целеуказания 300—500 м).

## Модификации
- АПР-3 — базовая модель, принята на вооружение в 1990—1991 гг.
- АПР-3Э — экспортный вариант, разработан в 1992 году.
- АПР-3ЭУД — учебно-действующий вариант АПР-3М. Поставляется при экспорте АПР-3МЭ.
- АПР-3Р — учебный макет для поставки заказчику.

### АПР-3М «Гриф»
- АПР-3М «Гриф» — модернизированная ракета. Запущена в серийное производство в мае 2019 года.[3] Акустическая ГСН ракеты стала более чувствительной и с повышенной защитой от помех. ГСН может обнаруживать подводную лодку на расстоянии 2,5 км (2 км у АПР-3). Ракета способна поражать субмарины, идущие со скоростью до 80 км/ч и на глубинах до 800 метров. Время от обнаружения до поражения не превышает двух минут. [4]
- АПР-3МЭ «Гриф»— экспортный вариант модернизированной АПР-3М. У этой модификации уменьшены массо-габаритные данные (470 кг вместо 525 кг и 3, 25 м вместо 3, 65 м) и за счёт этого возросла дальность хода, улучшились точность и помехозащищённость, появилась бортовая интегрированная система управления с бесплатформенной инерциальной навигационной системой на базе современной электроники.[5] В дальнейшем на замену АПР-3МЭ планируется разработка малогабаритной авиационной противолодочной торпеды, значительно превосходящей существующие образцы по дальности хода.  [6]

## Эксплуатация
Применение АПР-3 возможно с самолётов Ту-142М и Ил-38; вертолётов Ка-27, Ка-28, Ми-14; подводных лодок и надводных кораблей ПЛО.
Состоит на вооружении ВС России, экспортируется в Китай с середины 2000-х годов.